# Cesseville
Cesseville és un municipi francès situat al departament de l'Eure i a la regió de Normandia. L'any 2007 tenia 396 habitants.

## Demografia

### Població
El 2007 la població de fet de Cesseville era de 396 persones. Hi havia 133 famílies, de les quals 20 eren unipersonals (8 homes vivint sols i 12 dones vivint soles), 32 parelles sense fills, 69 parelles amb fills i 12 famílies monoparentals amb fills.
La població ha evolucionat segons el següent gràfic:
Habitants censats

### Habitatges
El 2007 hi havia 155 habitatges, 139 eren l'habitatge principal de la família, 13 eren segones residències i 3 estaven desocupats. Tots els 154 habitatges eren cases. Dels 139 habitatges principals, 117 estaven ocupats pels seus propietaris, 20 estaven llogats i ocupats pels llogaters i 2 estaven cedits a títol gratuït; 3 tenien dues cambres, 11 en tenien tres, 41 en tenien quatre i 84 en tenien cinc o més. 91 habitatges disposaven pel capbaix d'una plaça de pàrquing. A 46 habitatges hi havia un automòbil i a 89 n'hi havia dos o més.

### Piràmide de població
La piràmide de població per edats i sexe el 2009 era:
| Homes | Edats   | Dones |
| ----- | ------- | ----- |
| 0     | 95 o +  | 0     |
| 0     | 90 a 94 | 0     |
| 0     | 85 a 89 | 0     |
| 0     | 80 a 84 | 0     |
| 4     | 75 a 79 | 0     |
| 0     | 70 a 74 | 0     |
| 8     | 65 a 69 | 12    |
| 4     | 60 a 64 | 8     |
| 12    | 55 a 59 | 8     |
| 8     | 50 a 54 | 0     |
| 12    | 45 a 49 | 20    |
| 8     | 40 a 44 | 8     |
| 28    | 35 a 39 | 20    |
| 12    | 30 a 34 | 8     |
| 4     | 25 a 29 | 12    |
| 8     | 20 a 24 | 4     |
| 24    | 15 a 19 | 28    |
| 20    | 10 a 14 | 20    |
| 20    | 5 a 9   | 4     |
| 12    | 0 a 4   | 8     |

## Economia
El 2007 la població en edat de treballar era de 262 persones, 212 eren actives i 50 eren inactives. De les 212 persones actives 191 estaven ocupades (105 homes i 86 dones) i 20 estaven aturades (7 homes i 13 dones). De les 50 persones inactives 12 estaven jubilades, 23 estaven estudiant i 15 estaven classificades com a «altres inactius».

### Ingressos
El 2009 a Cesseville hi havia 145 unitats fiscals que integraven 411,5 persones, la mediana anual d'ingressos fiscals per persona era de 19.109 €.

### Activitats econòmiques
Dels 7 establiments que hi havia el 2007, 2 eren d'empreses de fabricació d'altres productes industrials, 1 d'una empresa de construcció, 1 d'una empresa de comerç i reparació d'automòbils i 3 d'empreses de serveis.
L'únic servei als particulars que hi havia el 2009 era un taller de reparació d'automòbils i de material agrícola.
L'any 2000 a Cesseville hi havia 8 explotacions agrícoles.

## Equipaments sanitaris i escolars
El 2009 hi havia una escola elemental integrada dins d'un grup escolar amb les comunes properes formant una escola dispersa.

## Poblacions més properes
El següent diagrama mostra les poblacions més properes.